# Flammulina populicola
Flammulina populicola är en svampart som tillhör divisionen basidiesvampar, och som beskrevs av Scott Alan Redhead och Petersen. Flammulina populicola ingår i släktet Flammulina, och familjen Physalacriaceae. Arten är reproducerande i Sverige.